# مارشان
مارشان (به فرانسوی: Marchamp) یک کمون در فرانسه است که در Canton of Lhuis واقع شده‌است.

## خصوصیات
مارشان ۱۳٫۱۱ کیلومترمربع مساحت و ۱۱۵ نفر جمعیت دارد و ۵۹۴ متر بالاتر از سطح دریا واقع شده‌است.